# Gran premio di letteratura dell'Accademia francese
Il Gran Premio di letteratura è un premio letterario francese, istituito nel 1911 e conferito per la prima volta l'anno seguente, assegnato dall'Accademia francese. L'erogazione di questo premio è stata annuale fino al 1979, data a partire da cui è diventato biennale.
Finanziato dalla Fondazione Le Métais-Larivière, questo premio è destinato a coronare un'opera letteraria nella sua globalità, e designa a tale titolo un autore per l'insieme dell'opera letteraria. Dal 1980 è assegnato in alternanza con il Grand Prix de littérature Paul Morand.

## Elenco dei premiati
- 1912: André Lafon per L'élève Gilles
- 1913: Romain Rolland per Jean Christophe;
- 1914: non assegnato
- 1915: Émile Nolly per l'opera letteraria;
- 1916: Pierre-Maurice Masson per l'opera letteraria;
- 1917: Francis Jammes per l'opera letteraria;
- 1918: Gérard d'Houville per l'opera letteraria;
- 1919: Jean Tharaud et Jérôme Tharaud per la loro opera letteraria
- 1920: Edmond Jaloux per l'opera letteraria;
- 1921: Anna de Noailles per l'opera letteraria;
- 1922: Pierre Lasserre per l'opera letteraria;
- 1923: François Porché per l'opera letteraria;
- 1924: Abel Bonnard per En Chine;
- 1925: Charles Mangin per l'opera letteraria;
- 1926: Gilbert de Voisins per l'opera letteraria;
- 1927: Joseph de Pesquidoux per l'opera letteraria;
- 1928: Jean-Louis Vaudoyer per l'opera letteraria;
- 1929: Henri Massis per l'opera letteraria;
- 1930: Marie-Louise Pailleron per l'opera letteraria;
- 1931: Raymond Escholier per l'opera letteraria;
- 1932: Franc-Nohain per l'opera letteraria;
- 1933: Henri Duvernois per l'opera letteraria;
- 1934: Henry de Montherlant per l'opera letteraria;
- 1935: André Suarès per l'opera letteraria;
- 1936: Pierre Camo per l'opera letteraria;
- 1937: Maurice Magre per l'opera letteraria;
- 1938: Tristan Derème per l'opera letteraria;
- 1939: Jacques Boulenger per l'opera letteraria;
- 1940: Edmond Pilon per l'opera letteraria;
- 1941: Gabriel Faure per l'opera letteraria;
- 1942: Jean Schlumberger per l'opera letteraria;
- 1943: Jean Prévost per La création chez Stendhal;
- 1944: André Billy per l'opera letteraria;
- 1945: Jean Paulhan per l'opera letteraria;
- 1946: Daniel-Rops per l'opera letteraria;
- 1947: Mario Meunier per l'opera letteraria;
- 1948: Gabriel Marcel
- 1949: Maurice Levaillant per l'opera letteraria;
- 1950: Marc Chadourne per l'opera letteraria;
- 1951: Henri Martineau per l'opera letteraria;
- 1952: Marcel Arland per l'opera letteraria;
- 1953: Marcel Brion per l'opera letteraria;
- 1954: Jean Guitton per l'opera letteraria;
- 1955: Jules Supervielle per l'opera letteraria;
- 1956: Henri Clouard per l'opera letteraria;
- 1957: non assegnato
- 1958: Jules Roy per l'opera letteraria;
- 1959: Thierry Maulnier per l'opera letteraria;
- 1960: Simone Porché per l'opera letteraria;
- 1961: Jacques Maritain per l'opera letteraria;
- 1962: Luc Estang per l'opera letteraria;
- 1963: Charles Vildrac per l'opera letteraria;
- 1964: Gustave Thibon per l'opera letteraria;
- 1965: Henri Petit per l'opera letteraria;
- 1966: Henri Gouhier per l'opera letteraria;
- 1967: Emmanuel Berl per l'opera letteraria;
- 1968: Henri Bosco per l'opera letteraria;
- 1969: Pierre Gascar per l'opera letteraria;
- 1970: Julien Green per l'opera letteraria;
- 1971: Georges-Emmanuel Clancier per l'opera letteraria;
- 1972: Jean-Louis Curtis per l'opera letteraria;
- 1973: Louis Guilloux per l'opera letteraria;
- 1974: André Dhôtel per l'opera letteraria;
- 1975: Henri Queffélec per l'opera letteraria;
- 1976: José Cabanis per l'opera letteraria;
- 1977: Marguerite Yourcenar per l'opera letteraria;
- 1978: Paul Guth per l'opera letteraria;
- 1979: Antoine Blondin per l'opera letteraria;
- 1981: Jacques Laurent per l'opera letteraria;
- 1983: Michel Mohrt per l'opera letteraria;
- 1985: Roger Grenier per l'opera letteraria;
- 1987: Jacques Brosse per l'opera letteraria;
- 1989: Roger Vrigny per l'opera letteraria;
- 1991: Jacques Lacarrière per l'opera letteraria;
- 1993: Louis Nucera per l'opera letteraria;
- 1995: Jacques Brenner per l'opera letteraria;
- 1997: Béatrix Beck per l'opera letteraria;
- 1999: André Brincourt per l'opera letteraria;
- 2001: Milan Kundera per l'opera letteraria;
- 2003: Jean Raspail per l'opera letteraria;
- 2005: Danièle Sallenave per l'opera letteraria;
- 2007: Michel Chaillou per l'opera letteraria;
- 2009: Vincent Delecroix per Tombeau d'Achille e per l'opera letteraria;
- 2011: Jean-Bertrand Pontalis per l'opera letteraria;
- 2013: Michel Butor per l'opera letteraria;
- 2015: Laurence Cossé per l'opera letteraria;
- 2017: Charles Juliet per l'opera letteraria;
- 2019: Régis Debray per l'insieme della sua opera[1];
- 2021: Patrick Deville per l'opera letteraria[2]
- 2023: Daniel Pennac per l'opera letteraria[3]